# 배현성
배현성(1999년 5월 3일~)은 대한민국의 배우이다.

## 학력
- 전주온고을중학교(졸업)
- 전주제일고등학교(전학)
- 한성고등학교(졸업)

## 출연작

### 영화
- 《가장 보통의 연애》 (2019년) - 신입사원 역

### 드라마
- 《신사장 프로젝트》 (2025년, tvN) - 조필립 역
- 《디어엠》 (2025년, KBS Joy) - 박하늘 역
- 《사랑은 외나무다리에서》 (2024년, tvN) - 윤재호 역 (김갑수 아역)
- 《조립식 가족》 (2024년, JTBC) - 강해준 역
- 《경성크리처 시즌 2》 (2024년, Netflix) - 승조 역
- 《기적의 형제》 (2023년, JTBC) - 이강산 역
- 《가우스전자》 (2022년, Seezn) - 백마탄 역
- 《우리들의 블루스》 (2022년, tvN) - 정현 역
- 《슬기로운 의사생활 시즌2》 (2021년, tvN) - 장홍도 역
- 《슬기로운 의사생활》 (2020년, tvN) - 장홍도 역
- 《어쩌다 발견한 하루》 (2019년, MBC) - 백준현 역
- 《연애플레이리스트 시즌4》 (2019년, 웹드라마) - 박하늘 역
- 《연애플레이리스트 시즌3》 (2018년, 웹드라마) - 박하늘 역
- 《김비서가 왜 그럴까》 (2018년, tvN) - 인턴사원 역

### 뮤직비디오
- 김재환 & 스텔라장 - 9월의 바캉스
- EXO-CBX - 누가 봐도 우린 (Be My Love)

## 수상 목록
- 2023년 제14회 코리아 드라마 어워즈 글로벌스타상 (기적의 형제)
- 2025년 대한민국 퍼스트 브랜드 대상 남자배우 라이징스타부문